# Interlaken

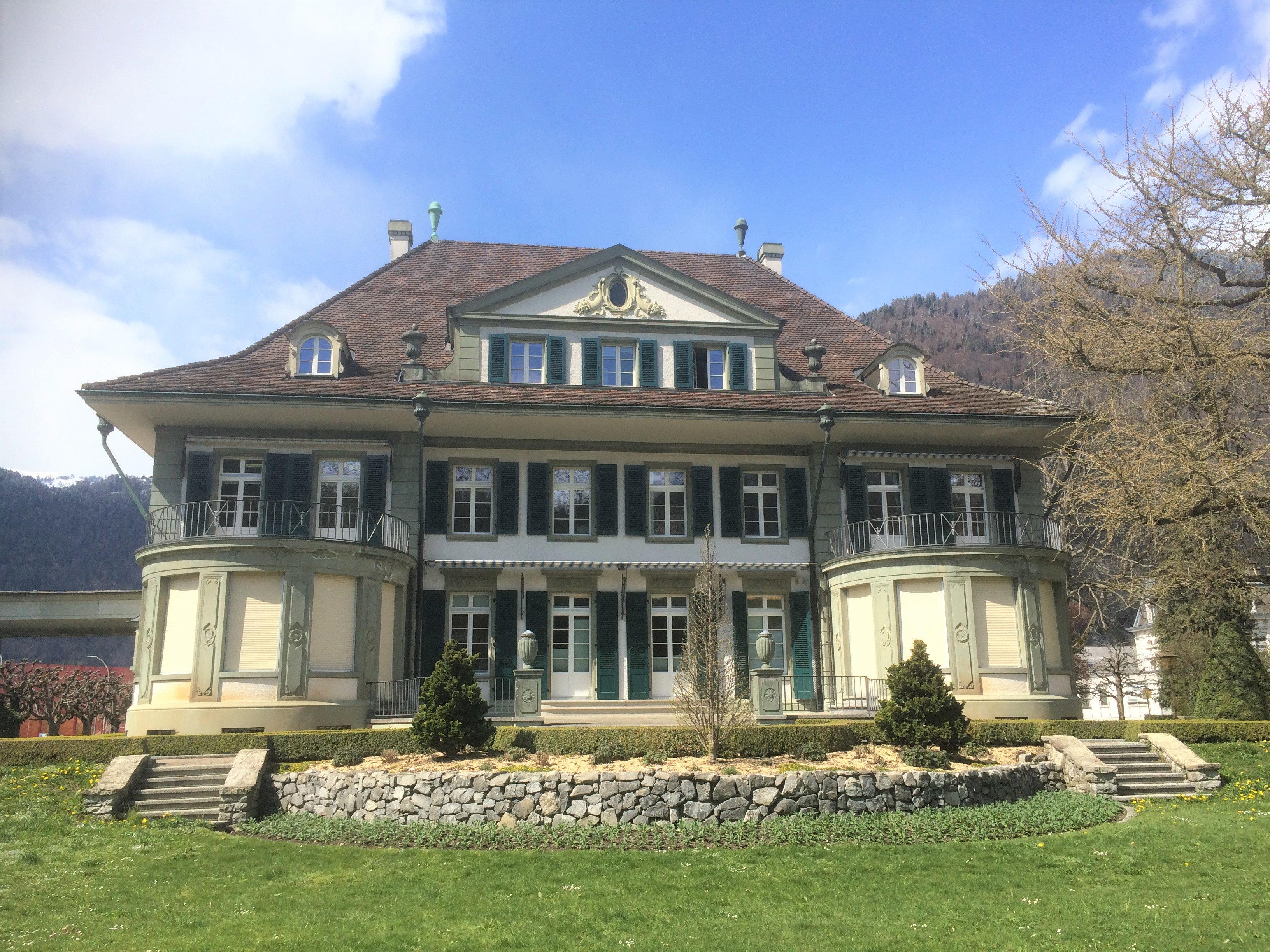
Kommunhuset i Interlaken.

Interlaken (tyskt uttal: [ˈɪntərlakŋ̍]) är en ort och kommun i distriktet Interlaken-Oberhasli i kantonen Bern i centrala Schweiz. Kommunen har 6 000 invånare (2023). Interlaken ligger vid floden Aare i Berner Oberland, cirka 568 meter över havet. Interlaken är sammanvuxet med orterna Unterseen och Matten.
Samhället växte fram kring ett augustinerkloster, grundlagt omkring år 1133. Interlaken var känt som Aarmühle fram till 1891. Det nuvarande ortsnamnet härstammar från latinets "Inter lacus", mellan sjöar, som beskriver ortens läge på landtungan Bödeli mellan Brienz- och Thunsjön.
Interlaken är en av Schweiz äldsta och mest besökta turistorter under sommaren. Ortens huvudgata, Höheweg, kantas av hotellkomplex. Numera besöks ofta orten av utövare av extrem- och äventyrssport. Den 27 juli 1999 omkom 21 personer i en kanjoningsolycka nära Interlaken.